# Landkreis Ostprignitz

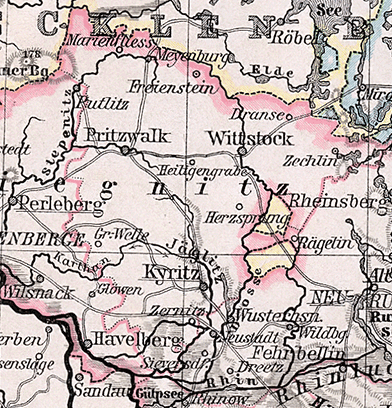
Das Kreisgebiet (1905)

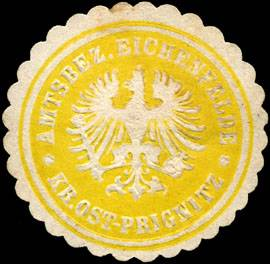
Siegelmarke Amtsbezirk Eichenfelde – Kreis Ostprignitz

Der Landkreis Ostprignitz, ursprünglich Kreis Ostprignitz, war ein Landkreis in der Provinz Brandenburg. Er bestand in der preußischen Provinz Brandenburg und im Land Brandenburg der SBZ bzw. DDR von 1817 bis 1952. Seit 1993 gehört das ehemalige Kreisgebiet zu den Landkreisen Ostprignitz-Ruppin und Prignitz im Land Brandenburg.

## Kommunen
Der Kreis Ostprignitz umfasste bei der Volkszählung von 1939 die vier Städte Kyritz, Meyenburg, Pritzwalk und Wittstock, 145 weitere Gemeinden und zwei Forst-Gutsbezirke.

## Verwaltungsgeschichte

### Königreich Preußen
Im Rahmen der Bildung von Provinzen und Regierungsbezirken in Preußen erfolgte mit Wirkung zum 1. April 1817 im Regierungsbezirk Potsdam der preußischen Provinz Brandenburg eine Kreisreform, bei der in der Prignitz die neuen Kreise Westprignitz und Ostprignitz entstanden. Der Kreis Ostprignitz wurde gebildet aus
- dem aufgelösten Kreis Kyritz
- dem aufgelösten Kreis Pritzwalk
- dem aufgelösten Kreis Wittstock
- einigen Orten des aufgelösten Kreises Perleberg und
- einem Teil des aufgelösten Kreises Havelberg.

Das Landratsamt befand sich in der Stadt Kyritz.

### Norddeutscher Bund/Deutsches Reich
Seit dem 1. Juli 1867 gehörte der Kreis zum Norddeutschen Bund und ab dem 1. Januar 1871 zum Deutschen Reich.
Gegen Ende der 1920er Jahre wurden im Kreis Ostprignitz nahezu alle Gutsbezirke aufgelöst und benachbarten Landgemeinden zugeteilt.
Zum 1. April 1937 kam es im Rahmen des Groß-Hamburg-Gesetzes zu einem Gebietsaustausch:
- Die mecklenburgischen Exklaven Netzeband mit Schönberg und Rossow wurden aus dem Kreis Waren in den Kreis Ostprignitz umgegliedert.[3]
- Der Vilzsee wurde aus dem Kreis Ostprignitz in den mecklenburgischen Kreis Waren umgegliedert.

Die Gemeinde Netzeband wurde 1939 in den Landkreis Ruppin umgegliedert. Im Frühjahr 1945 wurde das Kreisgebiet durch die Rote Armee besetzt.

### Sowjetische Besatzungszone/DDR
Der östliche Zipfel des nunmehr Landkreis Ostprignitz genannten Kreises mit den Gemeinden Kleinzerlang, Luhme, Repente, Dorf Zechlin, Flecken Zechlin, Zechlinerhütte und Zempow fiel durch Beschluss des Präsidiums der Provinzialverwaltung Mark Brandenburg am 1. Mai 1946 an den Landkreis Ruppin.
Mit dem Gesetz über Änderung von Grenzen der Länder vom 28. Juni 1950 erfolgte ein Gebietstausch zwischen den Ländern Brandenburg und Mecklenburg. Die Gemeinden Drenkow und Suckow aus dem Landkreis Ostprignitz wurden in den mecklenburgischen Landkreis Parchim umgegliedert und mit ihren dortigen gleichnamigen Zwillingsgemeinden zusammengeschlossen. Im Gegenzug wechselte der mecklenburgische Teil von Porep aus dem Landkreis Parchim in den Landkreis Ostprignitz und wurde mit dem brandenburgischen Porep zu einer Gemeinde vereint.
Am 23. Juli 1952 wurde das Land Brandenburg aufgelöst und der Landkreis Ostprignitz aufgelöst. Das Kreisgebiet wurde im Wesentlichen auf die neugebildeten Landkreise Kyritz, Pritzwalk und Wittstock aufgeteilt, die dem neugebildeten Bezirk Potsdam zugeteilt wurden. Die Gemeinden Klein Pankow und Redlin kamen zum Kreis Parchim im Bezirk Schwerin.

## Einwohnerentwicklung
| Jahr | Einwohner | Quelle |
| ---- | --------- | ------ |
| 1816 | 40.721    | [ 6 ]  |
| 1846 | 61.761    | [ 7 ]  |
| 1871 | 69.003    | [ 8 ]  |
| 1890 | 66.834    | [ 9 ]  |
| 1900 | 67.362    | [ 9 ]  |
| 1910 | 68.104    | [ 9 ]  |
| 1925 | 70.983    | [ 9 ]  |
| 1933 | 71.216    | [ 9 ]  |
| 1939 | 70.843    | [ 9 ]  |
| 1946 | 98.673    | [ 10 ] |

## Landräte
- 1817–1850 Hans von Kröcher
- 1850–1853 Wilhelm von Kalckreuth
- 1853–1857 Wilhelm von Graevenitz (1789–1860)
- 1857–9999 von Rohr auf Holzhausen (vertretungsweise)
- 1858–9999 Lessmann in Wittstock (vertretungsweise)
- 1859–1867 Paul Persius (1832–1902)
- 1867–1874 Achatz von Bismarck (1833–1874)
- 1874–1887 Hugo Friedrich Leo von Graevenitz
- 1887–1901 Percy von Bernstorff (1858–1930)
- 1901–1908 Reinhold von Heinz
- 1908–1920 Friedrich von Winterfeld (1875–1949)
- 1920–1930 Hans Egidi (1890–1970)
- 1930–1933 Ludwig Beckhaus (1887–1957) (vertretungsweise)
- 1933–9999 Silvio Conti (1899–1938) (kommissarisch)
- 1933–1936 Wilhelm von Wedel (1891–1939)
- 1936–1945 Conrad Prange (1887–1946)
- 1947–1950 Heinrich Gerlich (1882–1960)

## Kommunalverfassung bis 1945
Der Kreis Ostprignitz gliederte sich in Städte, in Landgemeinden und – bis zu deren fast vollständigen Auflösung im Jahre 1929 – in Gutsbezirke. Mit Einführung des preußischen Gemeindeverfassungsgesetzes vom 15. Dezember 1933 sowie der Deutschen Gemeindeordnung vom 30. Januar 1935 wurde zum 1. April 1935 das Führerprinzip auf Gemeindeebene durchgesetzt. Eine neue Kreisverfassung wurde nicht mehr geschaffen; es galt weiterhin die Kreisordnung für die Provinzen Ost- und Westpreußen, Brandenburg, Pommern, Schlesien und Sachsen vom 19. März 1881.

## Städte und Gemeinden

### Stand 1939
Dem Kreis Ostprignitz gehörten 1939 die folgenden Städte und Gemeinden an:
| - Alt Krüssow - Babe - Babitz - Bantikow - Barenthin - Bekenthin - Berlinchen - Berlitt - Beveringen - Biesen - Blandikow - Blesendorf - Blumenthal - Boddin - Bölzke - Bork - Breddin - Breitenfeld - Brügge - Brüsenhagen - Buchholz - Buckow - Buddenhagen - Christdorf - Dahlhausen - Damelack - Dannenwalde - Demerthin - Döllen - Dossow | - Dranse - Drenkow - Drewen - Eichenfelde - Falkenhagen - Frehne - Fretzdorf - Freyenstein - Gadow - Gantikow - Ganz - Gerdshagen - Giesensdorf - Glienike - Goldbeck - Görike - Grabow bei Frehne - Grabow bei Blumenthal - Granzow - Groß Haßlow - Groß Langerwisch - Groß Pankow - Groß Welle - Groß Woltersdorf - Gumtow - Halenbeck - Heiligengrabe - Helle - Herzsprung - Holzhausen | - Hoppenrade - Jabel - Jännersdorf - Kehrberg - Kemnitz - Klein Haßlow - Klein Pankow - Klein Woltersdorf - Kleinzerlang - Kolrep - Königsberg - Könkendorf - Kötzlin - Krams - Krempendorf - Kuhbier - Kuhsdorf - Kunow - Kyritz, Stadt - Laaske - Langnow - Liebenthal - Lindenberg - Lohm - Luhme - Maulbeerwalde - Mechow - Mertenshof - Mesendorf - Meyenburg, Stadt | - Nettelbeck - Neu Krüssow - Niemerlang - Papenbruch - Porep - Preddöhl - Pritzwalk, Stadt - Randow - Rapshagen - Reckenthin - Redlin - Rehfeld - Repente - Roddahn - Rohlsdorf - Rosenwinkel - Rossow - Sadenbeck - Sarnow - Schmarsow - Schmolde - Schönberg - Schönebeck - Schönermark - Schönhagen b. Gumtow - Schönhagen b. Pritzwalk - Schrepkow - Schweinrich - Sechzehneichen - Sewekow | - Silmersdorf - Sophiendorf - Steffenshagen - Stepenitz - Stüdenitz - Suckow - Teetz - Telschow - Triglitz - Tüchen - Vehlin - Vehlow - Vettin - Voigtsbrügge - Warnsdorf - Weitgendorf - Wernikow - Wilmersdorf - Wittstock/Dosse, Stadt - Wulfersdorf - Wulkow - Wutike - Zaatzke - Zechlin, Dorf - Zechlin, Flecken - Zechlinerhütte - Zempow - Zernitz - Zootzen |

Außerdem bestanden im Kreis Ostprignitz die Forst-Gutsbezirke Forst Prignitzer Heide und Forst Zechlin.

### Vor 1939 aufgelöste Gemeinden
- Heinrichsdorf, am 1. Januar 1925 zu Eichenfelde
- Lellichow, am 1. Januar 1925 zu Ganz
- Giesenhagen, am 1. Januar 1925 zu Gerdshagen
- Siebmannshorst, am 1. Januar 1925 zu Goldbeck
- Techow, am 1. Januar 1928 zu Heiligengrabe
- Garz, am 1. Januar 1926 zu Hoppenrade
- Jakobsdorf, am 1. Januar 1925 zu Laaske
- Ackerfelde, am 1. Januar 1828 zu Niemerlang